# Высотино (Сухобузимский район)
Высо́тино — село, административный центр Высотинского сельсовета в Сухобузимском районе Красноярского края. Расположен в 80 км к северу от краевого центра — города Красноярска.

## История
Образовано в 1760 году енисейскими казаками Высотиными. Жители деревни занимались сельским хозяйством: сеяли зерно, держали скот. В 1930 году 92 семьи 405 человек объединились в колхоз «Победа». Посевная площадь 1632 га. Затем к нему был присоединен колхоз «Искра» села Седельниково. В 1962 году прошла реорганизация колхозов в совхозы и жители Высотино и Седельниково были объединены с совхозом «Горским» с хозяйственным центром в селе Нахвалка. В 1969 году из совхоза «Горский» выделились населенные пункты: Седельниково, Кекур, Абакшино, Высотино и организовался самостоятельный совхоз «Маяк» с хозяйственным центром в деревне Высотино.

## Население
| 2010 |
| ---- |
| 986  |

## Транспорт
Связь с краевым центром:
- Автодорога краевого значения Р409 «Красноярск-Енисейск» (2 категория, а/б) до села Миндерла (47 км) или до поворота на Сухобузимское, минуя село Миндерла (44 км).
- Автодорога районного значения К07 «Миндерла-Сухобузимское-Атаманово» (3 категория, а/б) до села Сухобузимское (20 км)
- Автодорога районного значения Р01 "Сухобузимское-Нахвальское-Берег Таскино (3 категория, а/б) до села Высотино (11 км). Всего 78 км от Красноярска.

## Образование
Высотинская средняя общеобразовательная школа

## Здравоохранение
Врачебная амбулатория

## Культура
Дом культуры, библиотека